# Prince Osei Owusu
Prince Osei Owusu (Wertheim, 7 gennaio 1997) è un calciatore tedesco, di origini ghanesi, attaccante del CF Montréal.

## Carriera

### Club
Cresciuto calcisticamente nelle giovanili dello Stoccarda, dal 2015 al gennaio 2017 ha giocato 24 partite con la seconda squadra, fino a quando non è stato ceduto all'Hoffenheim, dove anche qui è stato aggregato alla seconda squadra. Nel 2018 viene acquistato dall'Arminia Bielefeld in seconda divisione, dove però, non riuscendo a trovare spazio in squadra, nel gennaio 2019 passa in prestito al Monaco 1860 in terza divisione; nel mese di agosto il prestito viene rinnovato per un'altra stagione. Nel 2020 viene acquistato a titolo definitivo dal Paderborn, tornando a giocare in seconda divisione. Dopo aver trascorso una stagione e mezza con la maglia del Paderborn, totalizzando 31 presenze e una rete, nel gennaio 2022 ha firmato con l'Erzgebirge Aue, sempre in seconda divisione.

### Nazionale
Ha rappresentato le nazionali giovanili tedesche Under-15, Under-18 ed Under-19.

## Statistiche

### Presenze e reti nei club
Statistiche aggiornate al 15 maggio 2022.
| Stagione        | Squadra           | Campionato      | Campionato | Campionato | Coppe nazionali | Coppe nazionali | Coppe nazionali | Coppe continentali | Coppe continentali | Coppe continentali | Altre coppe | Altre coppe | Altre coppe | Totale | Totale |
| Stagione        | Squadra           | Comp            | Pres       | Reti       | Comp            | Pres            | Reti            | Comp               | Pres               | Reti               | Comp        | Pres        | Reti        | Pres   | Reti   |
| --------------- | ----------------- | --------------- | ---------- | ---------- | --------------- | --------------- | --------------- | ------------------ | ------------------ | ------------------ | ----------- | ----------- | ----------- | ------ | ------ |
| 2015-2016       | Stoccarda II      | 3L              | 14         | 0          |                 | -               | -               |                    | -                  | -                  |             | -           | -           | 14     | 0      |
| 2016-gen. 2017  | Stoccarda II      | RL              | 10         | 0          |                 | -               | -               |                    | -                  | -                  |             | -           | -           | 10     | 0      |
| gen.-giu. 2017  | Hoffenheim II     | RL              | 9          | 4          |                 | -               | -               |                    | -                  | -                  |             | -           | -           | 9      | 4      |
| 2017-2018       | Hoffenheim II     | RL              | 27         | 13         |                 | -               | -               |                    | -                  | -                  |             | -           | -           | 27     | 13     |
| 2018-gen. 2019  | Arminia Bielefeld | 2L              | 11         | 0          | CG              | 2               | 2               |                    | -                  | -                  |             | -           | -           | 13     | 2      |
| gen.-giu. 2019  | Monaco 1860       | 3L              | 16         | 3          | CG              | -               | -               |                    | -                  | -                  |             | -           | -           | 16     | 3      |
| 2019-2020       | Monaco 1860       | 3L              | 28         | 4          |                 | -               | -               |                    | -                  | -                  |             | -           | -           | 28     | 4      |
| 2020-2021       | Paderborn         | 2L              | 21         | 0          | CG              | 2               | 1               |                    | -                  | -                  |             | -           | -           | 23     | 1      |
| 2021-gen. 2022  | Paderborn         | 2L              | 7          | 0          | CG              | 1               | 0               |                    | -                  | -                  |             | -           | -           | 8      | 0      |
| gen.-giu. 2022  | Erzgebirge Aue    | 2L              | 12         | 2          | CG              | -               | -               |                    | -                  | -                  |             | -           | -           | 12     | 2      |
| Totale carriera | Totale carriera   | Totale carriera | 155        | 26         |                 | 5               | 3               |                    | -                  | -                  |             | -           | -           | 160    | 29     |